# Forsteinrichtung

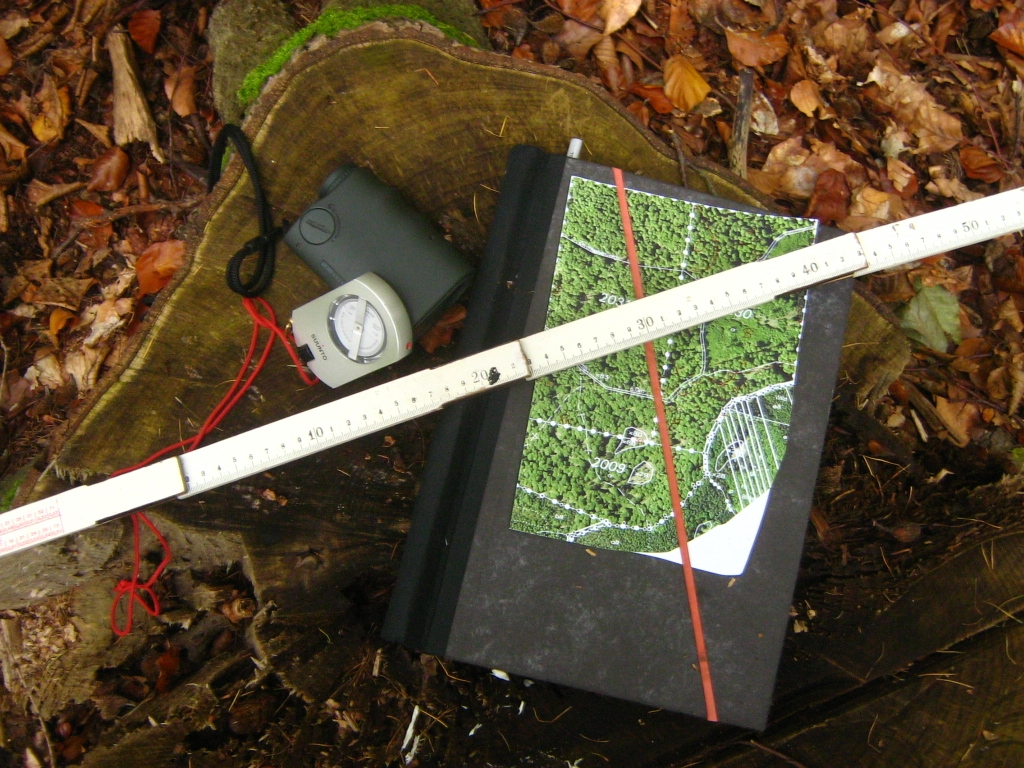
Forsteinrichtungswerkzeuge

Die Forsteinrichtung (früher auch Taxation beziehungsweise Forsttaxation oder Forstabschätzung genannt) dient in der Forstwirtschaft der Betriebsregelung und ist damit ein Führungs- und Planungsinstrument für den Forstbetrieb. Sie beinhaltet die Erfassung des Waldzustandes, die mittelfristige Planung und die damit verbundene Kontrolle der Nachhaltigkeit im Betrieb.
Darüber hinaus wird im Sinne eines Controllings der Vollzug im abgelaufenen Planungszeitraum den zugrundeliegenden Zielvorgaben gegenübergestellt.

## Beschreibung
Bei der Forsteinrichtung werden durch eine Waldinventur unter anderem Daten über Grenzen, Waldfunktionen, Bestockung (z. B. Kronenschlussgrad) und Standort gewonnen. Anhand dieser Aufnahme werden insbesondere Hiebsätze für einen längeren Zeitraum – der Forsteinrichtungszeitraum beträgt meist 10, manchmal auch 20 Jahre – geplant. Die Ergebnisse werden in so genannten Forsteinrichtungswerken niedergelegt.
Die multifunktionale Ausrichtung der Forstwirtschaft (Holzproduktion, Natur- und Biotopschutz, Wasser-, Klima-, Lärmschutz und vor allem die Erholungsfunktion) bedingt, dass die Forsteinrichtung nicht nur die Nachhaltigkeit der Holznutzungen überprüft und steuert, sondern die gesamten „Wohlfahrtswirkungen“ des Waldes auf Betriebsebene einer Analyse unterzieht und entsprechende Handlungsvorgaben erarbeitet.
Als Forsteinrichter sind neben Spezialisten der Forstverwaltungen häufig junge Forstbeamte am Anfang ihrer Laufbahn tätig. Im Zuge des Outsourcings werden Forsteinrichtungs-Aufträge von Forstverwaltung und großen Privatforstbetrieben zudem nach Ausschreibungen häufig an freiberuflich tätige Forstsachverständige vergeben. In Bayern regelt Art. 19 Abs. 3 des Waldgesetzes für Bayern die Vergabe von Forsteinrichtungen für Körperschaftswälder an freiberuflich tätige Sachverständige.
Die Forsteinrichtung ist ein sehr altes forstliches Fachgebiet. Von den so genannten „forstlichen Klassikern“ haben vor allem Heinrich Cotta, Georg Ludwig Hartig, Carl Justus Heyer, Johann Christian Hundeshagen und Gottlob König wichtige Beiträge zur Entwicklung der Forsteinrichtung geliefert. Bekannte Vertreter im 20. Jahrhundert sind unter anderem Walter Bitterlich, August Henne, Horst Kramer, Walter Kremser, Wilhelm Mantel, Albert Richter und Reinhard Schober.

## Situation in Deutschland
In Deutschland ist eine Forsteinrichtung je nach Landeswaldgesetz i. d. R. für den öffentlichen Wald vorgeschrieben. Für den Privatwald gibt es meist keine entsprechende Vorgabe, für die steuerliche Anrechnung von kalamitätsbedungten Mehreinschlägen ist jedoch eine von den Finanzbehörden anerkannte Forsteinrichtung als Grundlage für den Normaleinschlag erforderlich.

### Baden-Württemberg
In Baden-Württemberg sind Staats- und Körperschaftswald nach sogenannten periodischen und jährlichen Betriebsplänen zu bewirtschaften (§§ 20 und 50f LWaldG). Für größere private Forstbetriebe kann nach §§ 20 LWaldG stufenweise ebenfalls die Erstellung einer Forsteinrichtung vorgegeben werden (periodische Betriebsgutachten ab 30 und  periodische Betriebspläne ab 100 Hektar Betriebsgröße).

### Bayern
In Bayern ist für den Staatswald (Art. 18 BayWaldG) und den Körperschaftswald (Art. 19 BayWaldG) ein sog. Forstbetriebsplan vorgeschrieben. Für kleine Körperschaftswaldbetriebe ist ein einfacheres Forstbetriebsgutachten ausreichend.

### Mecklenburg-Vorpommern
Die Forsteinrichtung ist gesetzlich für einen geregelten Forstbetrieb vorgeschrieben. Nur so lässt sich nachweisen, ob ein Betrieb im Sinne der forstlichen Nachhaltigkeit wirtschaftet.

### Sachsen
Im sächsischen Waldgesetz (§ 22 SächsWaldG) wird geregelt, dass im Staats- und Körperschaftswald i. d. R. 10-jährige Betriebspläne aufzustellen sind. Im Privatwald ist keine Forsteinrichtung vorgeschrieben, kann jedoch auf freiwilliger Basis erfolgen.

## Ergebnisse
Die Forsteinrichtung führt zu einem Forsteinrichtungswerk. Es bildet die Grundlage für die weitere Bewirtschaftung und jährliche Betriebsplanung im Forstbetrieb/Revier.
Wesentliche Teile sind das:
- Betriebsbuch (Auswertungstabellen, Beschreibung der Bestände und die Maßnahmenplanung),
- Revierbuch (revierspezifische Auswertung, Beschreibung der Bestände und der Maßnahmenplanung),
- Flächenwerk (Flächenverzeichnis nach Gemeinde, Gemarkung, Flurstück) sowie nach Forstorten (Waldteil, Abteilung, Teilfläche) und
- Kartenwerk (Karten mit der aktuellen Waldeinteilung und dem Wegesystem).